# Tom Nowatzke
Thomas Matthew Nowatzke (La Porte, 30 settembre 1942) è un ex giocatore di football americano statunitense che ha militato nel ruolo di running back nella National Football League (NFL).

## Carriera
Nowatzke fu scelto dai New York Jets nel corso del primo giro (4º assoluto) del Draft AFL 1965 e dai Detroit Lions come 11º assoluto nel Draft NFL 1965. Optò per firmare con i Lions e vi giocò fino al 1969, con un massimo in carriera di 512 yard corse e 6 touchdown nel 1966. Nel 1970 passò ai Baltimore Colts con cui vinse subito il Super Bowl V, segnando un touchdown nella finalissima contro i Dallas Cowboys. Si ritirò dopo la stagione 1972.

## Palmarès
- Super Bowl : 1

Baltimore Colts: V
- American Football Conference Championship: 1

Baltimore Colts: 1970